# Preguntas al espacio
Preguntas al espacio va ser el primer concurs de preguntes i respostes emès per televisió a Espanya. Va estar dirigit per Pedro Amalio López.

## Format
Amb presentació indistinta de les dues úniques presentadores del moment, Blanca Álvarez i Laura Valenzuela, el programa es basava en la típica fórmula de realització de preguntes sobre imatges emeses segons abans, a respondre pels concursants via telefònica.